# Inclinometer

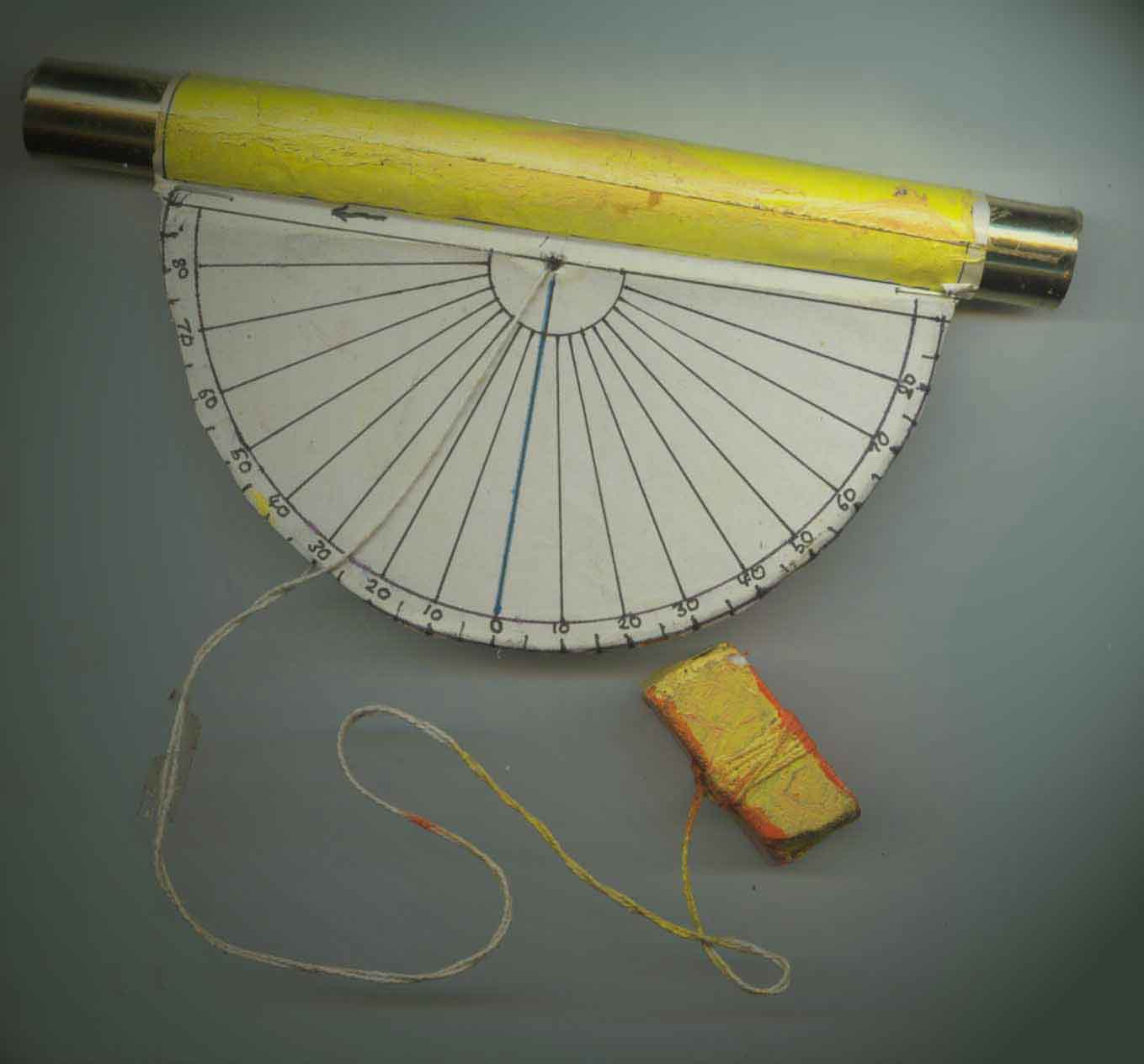
Een eenvoudige inclinometer

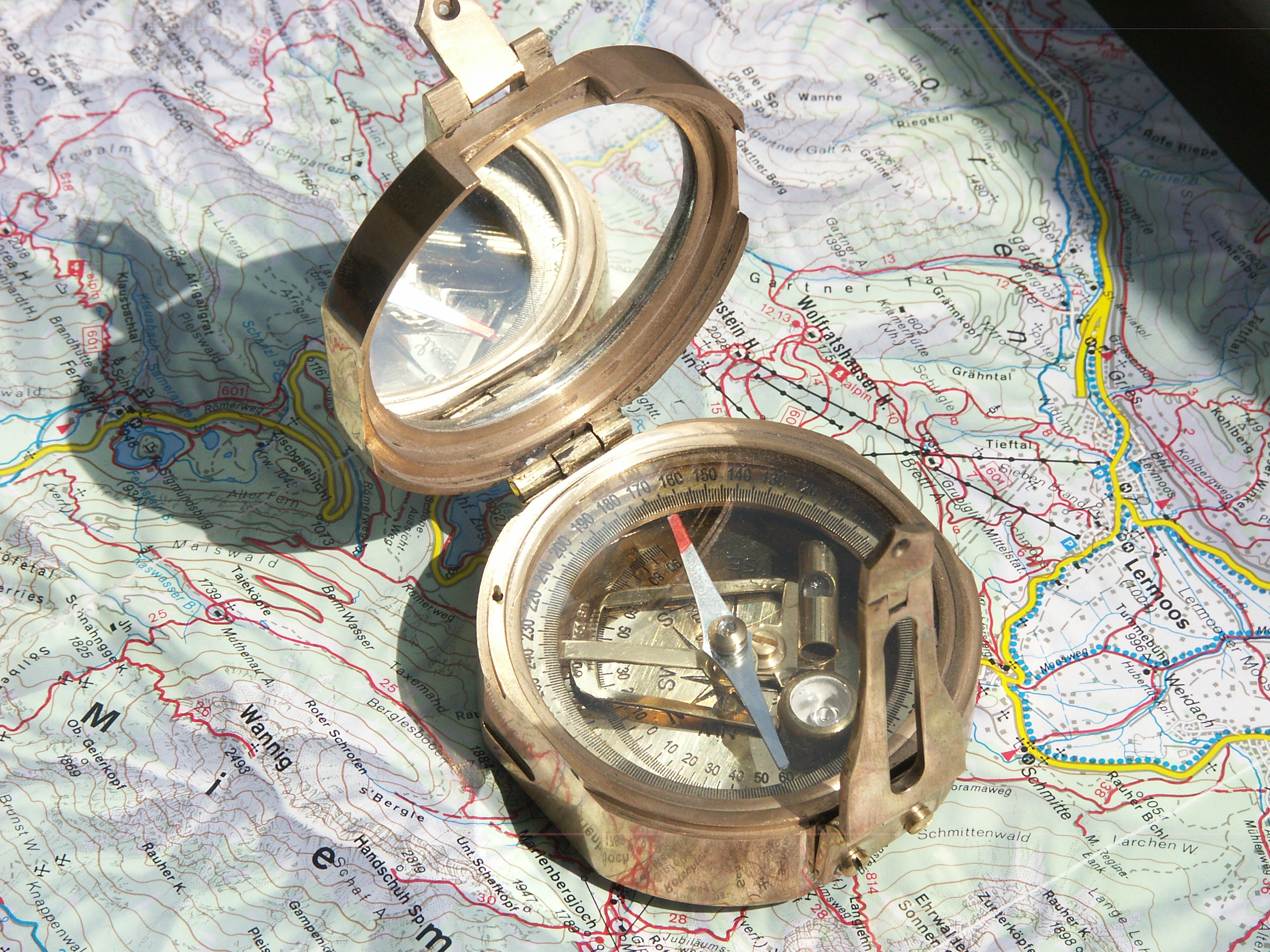
Een kompas met inclinometer

Een inclinometer (ook wel clinometer of hellingmeter genoemd) is een instrument waarmee met behulp van de zwaartekracht hoeken van hellingen gemeten kunnen worden. Inclinometers worden onder andere voor het meten van hellingen in de bouw, luchtvaart, scheepvaart en wegenbouw gebruikt. Het instrument kan ook heel makkelijk zelf worden gemaakt.
Indirect kan er ook de hoogte van bijvoorbeeld een boom, mast, of een ander bouwwerk mee berekend worden. Ook kan een inclinometer worden gebruikt om de hoogte van sterren aan de hemel te meten. Op deze manier kan men zijn/of haar eigen geografische breedte bepalen.
Een inclinometer waarmee kleine veranderingen gemeten kunnen worden wordt tiltmeter genoemd. 